# Sichel-Kaiserfisch
Der Sichel-Kaiserfisch (Pomacanthus maculosus) oder Arabischer Kaiserfisch ist eine Art der Gattung Pomacanthus aus der Familie der Kaiserfische (Pomacanthidae). Sie werden 50 Zentimeter lang.

## Verbreitung
Er lebt rund um die Arabische Halbinsel im Roten Meer im Persischen Golf, im nordöstlichen Indischen Ozean bis nach Ostafrika. Sichel-Kaiserfische leben meist allein. Dabei bevorzugen sie korallenreiche Regionen.

## Ernährung
Sichel-Kaiserfische ernähren sich von Schwämmen, Seescheiden, Bryozoen und Algen.

## Sichel-Kaiserfische und der Mensch
Sichel-Kaiserfische verhalten sich Tauchern gegenüber sehr zutraulich und nähern sich ohne Scheu bis auf einen Meter. In den Golfstaaten werden sie als Speisefische gefangen.

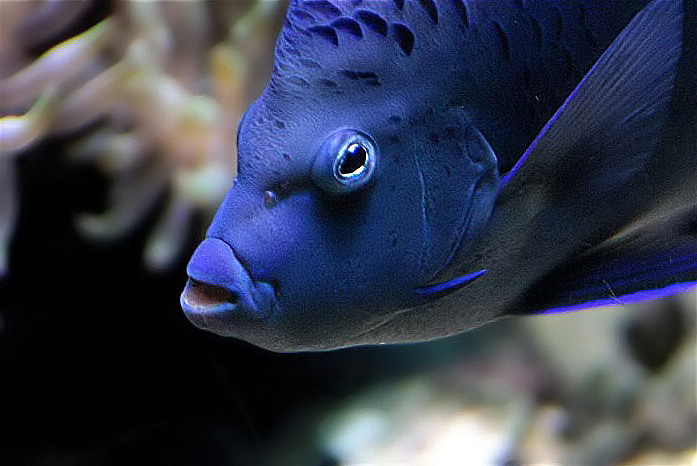
Sichel-Kaiserfisch (Pomacanthus maculosus)